# Hangover (canção)
Hangover é uma canção do cantor e compositor inglês Taio Cruz com participação do Cantor estaduniense Flo Rida lançado como single de avanço do terceiro álbum de estúdio TY.O. O single foi lançado como um download digital em 04 de outubro de 2011 nos Estados Unidos e na rádio Rhythmic Top 40 em 18 de outubro. Foi escrita por Taio Cruz e co-escrito e produzido por Dr. Luke e Cirkut.

## Faixas
- Download Digital

1. "Hangover" (featuring Flo Rida) – 4:04

- CD single[4]

1. "Hangover"  – 4:04
2. "Hangover" (featuring Flo Rida) – 4:04

## Posições
| Posições (2011)                | Melhores posições |
| ------------------------------ | ----------------- |
| Austrália (ARIA)               | 19                |
| Áustria (Ö3 Áustria Top 75)    | 7                 |
| Bélgica (Ultratop 50 Flanders) | 27                |
| Canadá (Canadian Hot 100)      | 22                |
| Dinamarca (Tracklisten)        | 26                |
| Alemanha (Media Control AG)    | 3                 |
| Holanda (Mega Single Top 100)  | 56                |
| Nova Zelândia (RIANZ)          | 10                |
| Noruega (VG-Lista)             | 13                |
| Espanha (Promusicae)           | 48                |
| Suécia (Sverigetopplistan)     | 18                |
| Suíça (Schweizer Hitparade)    | 14                |
| US Billboard Hot 100           | 62                |

## Histórico de lançamento
| Região         | Data                  | Formato          |
| -------------- | --------------------- | ---------------- |
| Estados Unidos | 4 de outubro de 2011  | Download digital |
| Alemanha       | 18 de outubro de 2011 | Download digital |
| Alemanha       | 26 de outubro de 2011 | CD single        |